# Agricultura în Uniunea Sovietică
Agricultura în Uniunea Sovietică a fost organizată într-un sistem de ferme de stat (sovhoz) și colective (colhoz). Agricultura puternic mecanizată și chimizată a transformat Uniunea Sovietică într-unul dintre cei mai mari producători de cereale. Au existat și ani cu producție slabă, (1972 sau 1975). În ciuda eforturilor făcute, Uniunea Sovietică avea nevoie de importuri de alimente, fapt care a dus la încetinirea creșterii economice. În cincinalul 1976 – 1980 s-au alocat resurse suplimentare în agricultură, în anul 1978 fiind consemnată o recoltă record. Alături de culturile de grâu, porumb și floarea soarelui se cultivau de asemenea bumbacul, sfecla de zahăr și inul.
Totuși, în ciuda uriașelor suprafețe de pământ, a mecanizării și chimizării la scară largă, a unei foarte numeroase forțe de muncă, agricultura sovietică era puțin eficientă, în principal datorită climei nefavorabile, dar și datorită slabei productivități a mâinii de lucru.
Toate condițiile pentru o agricultură eficientă erau îndeplinite în fâșia de cernoziom aflată în zona temperată, care se întindea din Ucraina, prin sudul Rusiei, până în zona de sud a Siberiei.

## Istoria
Pentru mai multe detalii, vedeți Colectivizarea în Uniunea Sovietică.
Iosif Vissarionovici Stalin a stabilit un nou sistem de organizare în agricultură atunci când, în 1928, a renunțat la Noua Politică Economică moștenită de la Lenin și a hotărât să regrupeze țăranii în colhozuri și sovhozuri.

## Munca în agricultură
Campania lui Stalin de colectivizare forțată a fost cel mai important motiv al slabei performanțe a sectorului agricol. În noile ferme de stat și colective erau impuse hotărâri de structurile birocratice centrale, care nu țineau seama de condițiile locale. Amestecul zilnic al autorităților în viața de zi-cu-zi a țăranilor ducea deseori la resentimente și alienarea agricultorilor din toate zonele rurale. Este adevărat, însă, că unii țărani fără pământ sau cu pământ puțin au beneficiat din plin de schimbările intervenite în agricultură. Ca urmare, productivitatea muncii s-a menținut la cote foarte scăzute pentru deceniile care aveau să urmeze.
În cadrul sistemului agricol sovietic, exista tendința de a aproviziona mai bine sovhozurile cu mașini agricole și fertilizatori, de a le specializa pentru anumite culturi și de a le repartiza mai mulți specialiști. Salariile în sovhozuri erau mai mari decât în colhozuri, iar muncitorii primeau diferite alte beneficii sociale. În colhozuri exista tendința de a plăti muncitorii în natură, mărime acestei plăti depinzând în totalitate de cât de bogată fusese recolta în anul respectiv.
Deși agricultura necooperatistă era prezentă în zone izolate și pe suprafețe mici, țăranii individuali produceau o parte substanțială din carnea, laptele, ouoăle și legumele consumate în țară. Permisiunea dată unor țărani să lucreze în mod individual a fost una dintre soluțiile concepute pentru revigorarea agriculturii sovietice. Nu s-au luat însă nici un fel de măsuri în ceea ce privește creșterea veniturilor muncitorilor și relaxarea controlului birocratic, acestea fiind de fapt problemele principale.
În ciuda faptului că Uniunea Sovietică avea a doua agricultură a lumii și că ocupa primul loc în lume la un mare număr de culturi și produse agricole, agricultura țării era puternic rămasă în urmă și foarte slab productivă în comparație cu alte ramuri ale economiei.